# Pristimantis crucifer
Pristimantis crucifer är en groddjursart som först beskrevs av George Albert Boulenger 1899.  Pristimantis crucifer ingår i släktet Pristimantis och familjen Strabomantidae. IUCN kategoriserar arten globalt som sårbar. Inga underarter finns listade i Catalogue of Life.